# Vargön
För andra betydelser, se Vargön (olika betydelser).

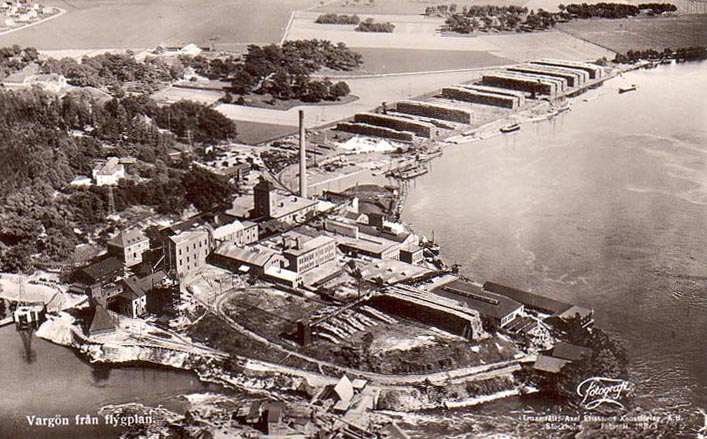
Vargöns bruk på 1930-talet

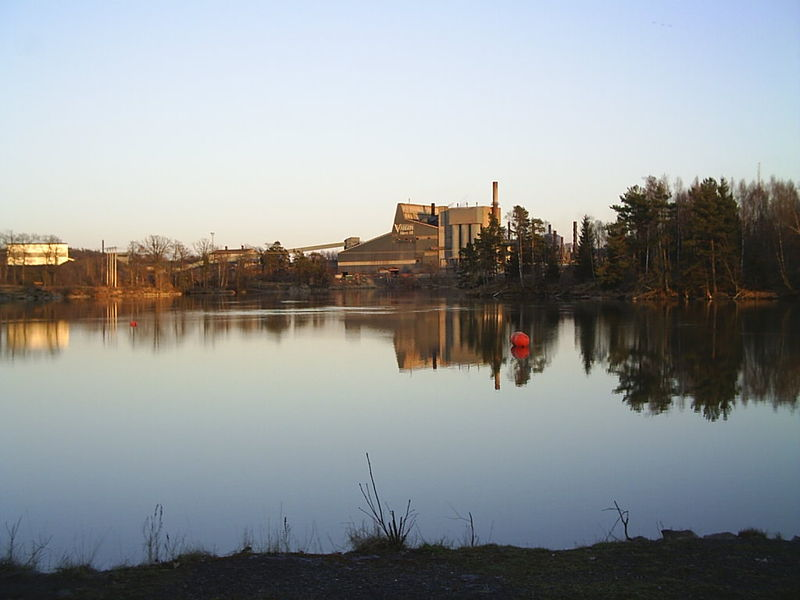
Vargön Alloys (2005)

Vargön är en tätort i Västra Tunhems socken, Vänersborgs kommun i Västergötland (Västra Götalands län), 5 km sydost om Vänersborg och 11 km nordost om Trollhättan. 
Samhället är beläget med de två platåbergen Halle- och Hunneberg i öster, Göta älvs utlopp ur Vänern i väster, och Tunhemsslätten i söder. I Vargön bor det 5 003 (2020) personer.

## Historia
Som samhälle kan Vargön börja sin historieräkning 1867 då Uddevalla-Vänersborg-Herrljunga Järnväg öppnades. Vid byn Rånnum hade denna bana en station som fick namn efter byn. Industrierna vid det intilliggande Vargön, som ursprungligen bara avsåg en ö i Göta älv, startades strax därefter och ett samhälle växte fram i anslutning till bruket och stationen. Namnet Vargön började alltmer att användas även på själva samhället, och 1917 ändrades järnvägs- och poststationens namn från Rånnum till Vargön.
Samhället var centralort i Västra Tunhems kommun tills det att denna upphörde 1974 och införlivades med Vänersborgs kommun.

### Befolkningsutveckling
| Befolkningsutvecklingen i Vargön 1920–2020              | Befolkningsutvecklingen i Vargön 1920–2020 | Befolkningsutvecklingen i Vargön 1920–2020 | Befolkningsutvecklingen i Vargön 1920–2020 | Befolkningsutvecklingen i Vargön 1920–2020 |
| ------------------------------------------------------- | ------------------------------------------ | ------------------------------------------ | ------------------------------------------ | ------------------------------------------ |
|                                                         |                                            |                                            |                                            |                                            |
| År                                                      |                                            |                                            | Folkmängd                                  | Areal (ha)                                 |
| 1920                                                    | 1920                                       |                                            | 1 400                                      | ##                                         |
| 1930                                                    | 1930                                       |                                            | 2 536                                      | ##                                         |
| 1935                                                    | 1935                                       |                                            | 2 919                                      | ##                                         |
| 1940                                                    | 1940                                       |                                            | 3 519                                      | ##                                         |
| 1945                                                    | 1945                                       |                                            | 2 410                                      | ##                                         |
| 1950                                                    | 1950                                       |                                            | 2 802                                      | ##                                         |
| 1960                                                    | 1960                                       |                                            | 3 491                                      |                                            |
| 1965                                                    | 1965                                       |                                            | 3 774                                      |                                            |
| 1970                                                    | 1970                                       |                                            | 4 048                                      |                                            |
| 1975                                                    | 1975                                       |                                            | 4 410                                      |                                            |
| 1980                                                    | 1980                                       |                                            | 4 838                                      |                                            |
| 1990                                                    | 1990                                       |                                            | 5 103                                      | 348                                        |
| 1995                                                    | 1995                                       |                                            | 5 072                                      | 348                                        |
| 2000                                                    | 2000                                       |                                            | 4 993                                      | 348                                        |
| 2005                                                    | 2005                                       |                                            | 4 981                                      | 351                                        |
| 2010                                                    | 2010                                       |                                            | 4 919                                      | 351                                        |
| 2015                                                    | 2015                                       |                                            | 4 981                                      | 401                                        |
| 2020                                                    | 2020                                       |                                            | 5 003                                      | 406                                        |
| Anm.: ## Som tätort/befolkningsagglomeration 1920–1950. |                                            |                                            |                                            |                                            |

## Näringsliv
1868 började ett pappersbruk anläggas och 1874 bildades Wargöns AB. I början av 1900-talet utökades företagets verksamhet med bland annat ett smältverk. 1969 såldes pappersbruket till Holmens bruk (senare Holmen AB). Återstoden av företaget heter sedan 1979 Vargön Alloys AB och bedriver fortfarande tillverkning av ferrolegeringar. Efter ett varsel 2010 har företaget 110 anställda.
2008 beslutade Holmen AB att lägga ner pappersbruket, och flertalet av de 340 anställda slutade året därpå. 2010 gick de sista anställda, och senare samma år sprängdes skorstenen till ångcentralen som en symbolisk handling i samband med att kommunen formellt undertecknade sitt köp av området. 
Trots det egna näringslivet har Vargön mer och mer kommit att bli ett förortssamhälle. Sedan 1970-talet har mer än hälften av de förvärvsarbetande pendlat ut från Vargön, i första hand till Vänersborg och i andra hand till Trollhättan.

### Handel
Vargön har centrumhandel runt Storegårdsvägen och Nordkroksvägen. Där ligger bland annat den lokala Ica-butiken, Älgen. Närmare landsvägen byggde Vargöns järnhandel en stor köplada som sedermera blev Vargöns varuhus. Området runt Vargöns varuhus utgjorde enligt SCB:s avgränsning för 2015 ett handelsområde med koden 1487H003, men vid nästa handelsområdesavgräsning för 2020 uppfyllde det inte längre kriterierna för detta.
Vargöns kooperativa handelsförening bildades 1918 och öppnade sin butik den 1 juli 1919. I juli 1921 anslöts föreningen till Kooperativa förbundet. I april 1923 flyttade man till en ny lokal belägen centralt vid poststationen. År 1964 uppgick föreningen i Konsum Vänersborg. En ny Konsumhall byggdes som ersatte tre mindre butiker. Konsum Vänersborg uppgick så småningom i Konsum Bohuslän-Älvsborg. Den 23 december 2011 lades Coop-affären vid Storegårdsvägen ner och kedjan lämnade Vargön.

## Utbildning och fritid
I Vargön finns det ett flertal förskolor för barn mellan 2 och 5 år men också två grundskolor för F-6 som heter Granås skola och Rånnums skola. Ungdomar i högstadium och gymnasium får pendla till Vänersborg eller Trollhättan.
På idrottsplatsen Hallevi finns en simhall, ett gym samt ett flertal idrottsplaner. Här verkar fotbollsklubben Wargöns IK som varje år arrangerar fotbollsturneringen Klassbollen för barn i klasserna 1-6, 2018 var det över 1600 barn anmälda. I Vargön finns det dessutom möjlighet till träning på gym, taekwondo, musikskola, drill och orientering.

### Idrottsföreningar i Vargön
- OK Skogsvargarna – Orientering, längdskidor och traillöpning
- Vargöns BK – Bandy
- Wargöns IK - fotboll, bordtennis och futsal. Föreningen bildades 1974
- Vargöns Musikkår och Vargöns Drill- & flaggflickor - Föreningen bildades 1964 genom en sammanslagning av ortens musikkårer Lyran och Vargen. 1966 kompletterades föreningen med en drilltrupp, den första i Sverige.
- Hunneberg Sport och Motionsklubb - Mountainbike, traillöpning, cirkelfys och andra uteaktiviteter vid Hunnebergsbacken.

## Kända personer från Vargön
- Lewi Pethrus – predikant och psalmförfattare.
- Marie Söderqvist
- AnnaMaria Fredholm